# Adam Shand
Adam Shand (Melbourne, 13 agosto 1962) è uno scrittore e giornalista australiano.

## Giornalismo
Adam Shand ha iniziato la sua carriera nel giornalismo per il quotidiano The Australian negli anni '80, occupandosi dell'ascesa e del declino degli imprenditori. Nel 1991 è entrato a far parte del Nine Network come corrispondente per la trasmissione televisiva Business Sunday a Sydney e a Melbourne.
Negli anni '90 Shand ha lavorato per tre anni nello Zimbabwe come giornalista freelance per diversi organi di stampa, seguendo eventi storici come l'ascesa al potere di Nelson Mandela in Sudafrica, le conseguenze del genocidio in Ruanda e la corruzione della democrazia dello Zimbabwe. Dopo essere tornato in Australia nel 1997 ha lavorato come reporter itinerante per il programma Today di Nine Network. Shand ha anche continuato a lavorare nella stampa, collaborando con il quotidiano Australian Financial Review a Sydney e a Melbourne. Nel 2003 Shand ha avuto un ruolo fondamentale, scrivendo per la rivista The Bulletin mentre preparava anche servizi per il programma domenicale di Nine Network. Ha ricoperto questi incarichi fino alla chiusura sia della rivista che del programma.
Nel 2007 ha vinto il Walkley Award insieme a Frank McGuire per aver denunciato la corruzione della polizia del Victoria. Durante questo si è occupato della sanguinosa guerra tra gang di Melbourne per Nine Network e The Bulletin. Ha anche redatto articoli esclusivi sulle bande di motociclisti australiane, sulle gang libanesi e polinesiane a Sydney. Dal 2008 al 2010 ha lavorato a tempo pieno per l'importante programma A Current Affair di Nine Network. Più recentemente, Shand ha lavorato a diversi podcast investigativi.

## Opere
- Big Shots: The Chilling Inside Story of Carl Williams and the Gangland Wars, 2007, Penguin Books
- The Skull: Informers, Hit Men and Australia's Toughest Cop, 2009, Black Inc Books[3]
- King of Thieves – The Adventures of Arthur Delaney and The Kangaroo Gang, 2010, Allen & Unwin[4]
- Outlaws: Inside The Truth About Australian Bikers, 2011

## Podcast
Shand ha condotto diversi podcast sulla criminalità australiana:
- The Trials of The Vampire(2017)[5]
- Adam Shand At Large (2018-2019)[6]
- Understate: Lucille Butterworth (2018)[7]
- Understate: In Plain Sight (2019)
- Understate: Lawyer X (2020)[8]